# Oxythemis phoenicosceles
Oxythemis phoenicosceles é uma espécie de libelinha da família Libellulidae. 
Pode ser encontrada nos seguintes países: Benin, Camarões, República do Congo, República Democrática do Congo, Costa do Marfim, Gabão, Gâmbia, Gana, Libéria, Nigéria e Uganda.
Os seus habitats naturais são: florestas subtropicais ou tropicais húmidas de baixa altitude, áreas húmidas dominadas por vegetação arbustiva e marismas de água doce. 